# Adraneothrips faustus
Adraneothrips faustus är en insektsart som beskrevs av Cott 1956. Adraneothrips faustus ingår i släktet Adraneothrips och familjen rörtripsar. Inga underarter finns listade i Catalogue of Life.